# Christian Foss
Christian Foss (även kallad Fossius), född 14 oktober (vissa källor säger 12 oktober) 1626 i Lund, död 1 december 1680 i Köpenhamn, var en dansk läkare och professor vid Lunds universitet.

## Biografi
Foss föddes som son till kaniken och provinsialläkaren över Skåne Niels Foss och dimitterades från Sorø akademi (några källor säger Lunds domskola) till Köpenhamns universitet år 1644. Vid Köpenhamns universitet läste han först teologi under Hans Svane, men växlade snart, med dennes välsignelse, över till medicinstudier. Efter att ha disputerat för filosofie magistergraden 1647 fortsatte han sina studier utomlands, bland annat i Leiden, och återvände till Danmark 1650. Han kallades dock snart ut igen som hovmästare på Knud Urnes grand tour, under vilken han erövrade medicine doktorsgraden i Utrecht 1652. 1655 återvände han slutgiltigt hem för att ta över faderns post som provinsialläkare i Skåne.
Efter den svenska erövringen av Skåne och upprättandet av Lunds universitet erbjöds han att bli professor i medicin därstädes 1667, men avböjde då han inte ville stå i vägen för Christopher Rostius utnämnande till denna post. Först 1669 kunde han övertygas att acceptera att utnämnas till "hedersprofessor" i medicin, och 1671 att ta tjänsten som ordinarie professor i samma ämne. Han blev universitetets kurator 1672 och tog sig som sådan ivrigt an universitetets ekonomiska angelägenheter. Han var en frikostig man som både donerade medel till exercitieinstitutionen och till kommuniteten, och han skänkte även pengar till behövande studenter.
Hans förhållande till sina professorskollegor var dock ansträngt; han skall ha varit "fastuös och indolent" och hans kuratorskollega Magnus Durell menade att Foss var "angelägen att sitta främst i kyrkan, tager i processerna gerna högra handen af sjelfva bispen och pretenderar på sin rang". Vad gäller placeringen i kyrkan nådde hans krav på rätten att få sitta längst fram på teologiska fakultetens kyrkbänk hela vägen upp till universitetets konsistorium och föranledde en skarp tillrättavisning från den tidigare nämnde Magnus Durell. I ett särskilt uppmärksammat fall beklagade sig konsistoriet över att Foss varit fräck nog att skicka sin minderårige son som sin ställföreträdare till ett barndop! Hans mest bestående och för eftervärlden mest betydelsefulla bidrag till Lunds universitet är dock en serie beskrivningar av sina samtida professorskollegor, förvarad på Lunds universitetsbibliotek. 1672 utnämndes han till assessor i Göta hovrätt.
Vid Skånska krigets utbrott misstänktes han för svenskarna av förräderi och flydde därför 1677 mot sina jordegendomar i Halland. På väg dit uppsnappades han dock av danska trupper och fördes över till Danmark, där han omedelbart fick tjänst som Kristian Vs livmedikus. Han utnämndes till assessor i Højesteret 1678, men avled endast två år senare i december 1680.
Christian Foss var gift två gånger; först med Else Scavenius, dotter till biskopen över Själland Laurids Mortensen Scavenius, och sedan med Sophia Kaare, dotter till en borgmästare i Helsingborg. Hans bror Matthias Foss var biskop i Ålborg, och hans son Jens Foss blev praktiserande läkare och extra ordinarie professor vid Köpenhamns universitet.